# Festiwal Sannō
Festiwal Sannō (jap. 山王祭 Sannō Matsuri) – jeden z trzech wielkich festiwali shintō w Tokio. Pozostałe dwa to: Fukagawa Matsuri i Kanda Matsuri.

## Opis
Głównym organizatorem festiwalu jest chram Hie-jinja w dzielnicy Chiyoda. Odbywa się on w połowie czerwca w latach parzystych, na przemian z Kanda Matsuri, który jest organizowany przez chram Kanda-myōjin w połowie maja w latach nieparzystych. Festiwal Sannō trwa ponad tydzień, w trakcie którego odbywają się tradycyjne imprezy (np. ceremonia herbaciana). W tym okresie w sanktuarium ustawiony jest duży pierścień słomy. Przejście przez niego jest uważane za akt oczyszczenia.
Zasadniczym i spektakularnym elementem tego święta jest parada jinkō-sai (także shinkō-sai lub shinkō-shiki), która odbywa się w weekend najbliższy dniu 15 czerwca. W procesji bierze udział kilkaset osób ubranych w tradycyjne, japońskie stroje. Część z nich niesie trzy mikoshi (lektyki bóstw). Procesja opuszcza chram Hie-jinja o 8 rano i po przejściu dzielnicy Chiyoda, powraca do niego wieczorem.
Pochód zatrzymuje się przed Pałacem Cesarskim na pół godziny około południa. Główny kapłan wchodzi w tym czasie do pałacu, aby ofiarować modlitwy cesarzowi i jego rodzinie. Tradycja ta powstała w okresie Edo, kiedy siogun zezwolił, aby festiwal odbywał się pod zamkiem Edo (obecnie Pałac Cesarski).
Nazwa festiwalu, znacząca „król gór”, odnosi się pierwotnie do bóstwa Ōyamagui-no-kami, czczonego w chramie Hie-jinja w prefekturze Shiga oraz w pozostałych sanktuariach Hie na terenie całego kraju.

## Znaczenie słowamikoshi
Słowo to jest powszechnie – ale błędnie – tłumaczone jako „przenośna świątynka” (ang. portable shrine). W rzeczywistości jest to „boski palankin”, czyli lektyka służąca do przenoszenia bóstw pomiędzy chramami w czasie różnego rodzaju uroczystości.

## Galeria

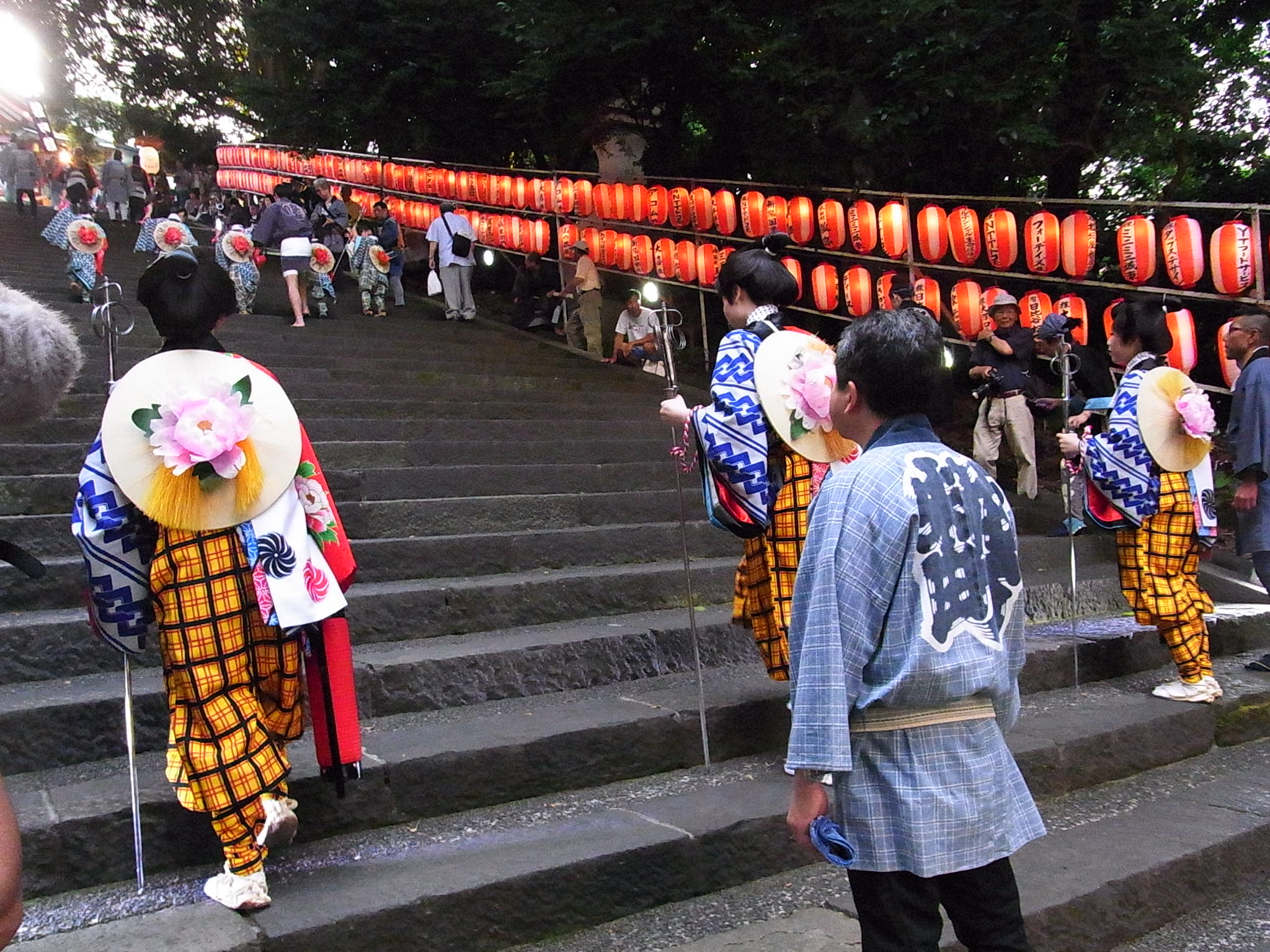
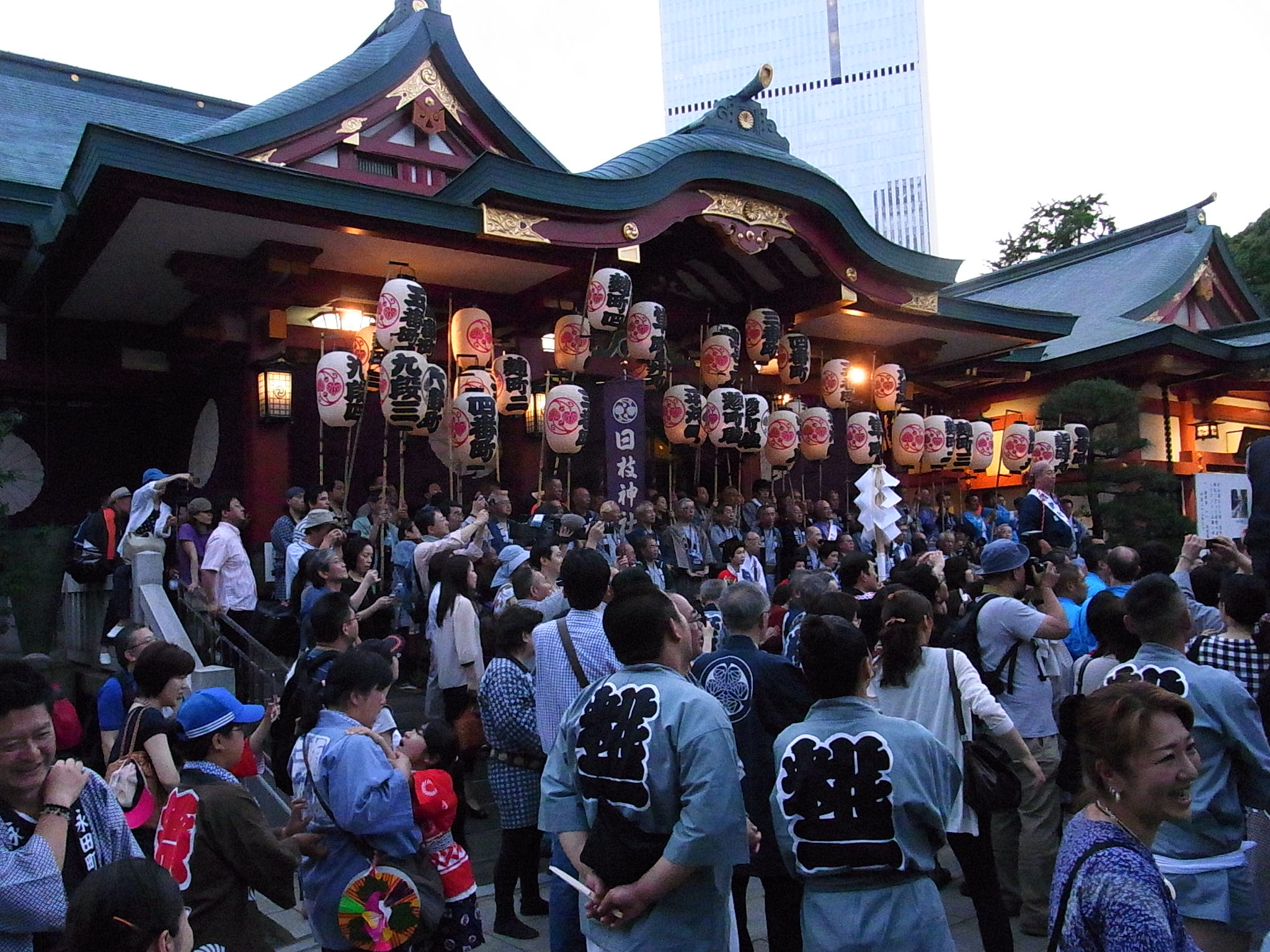
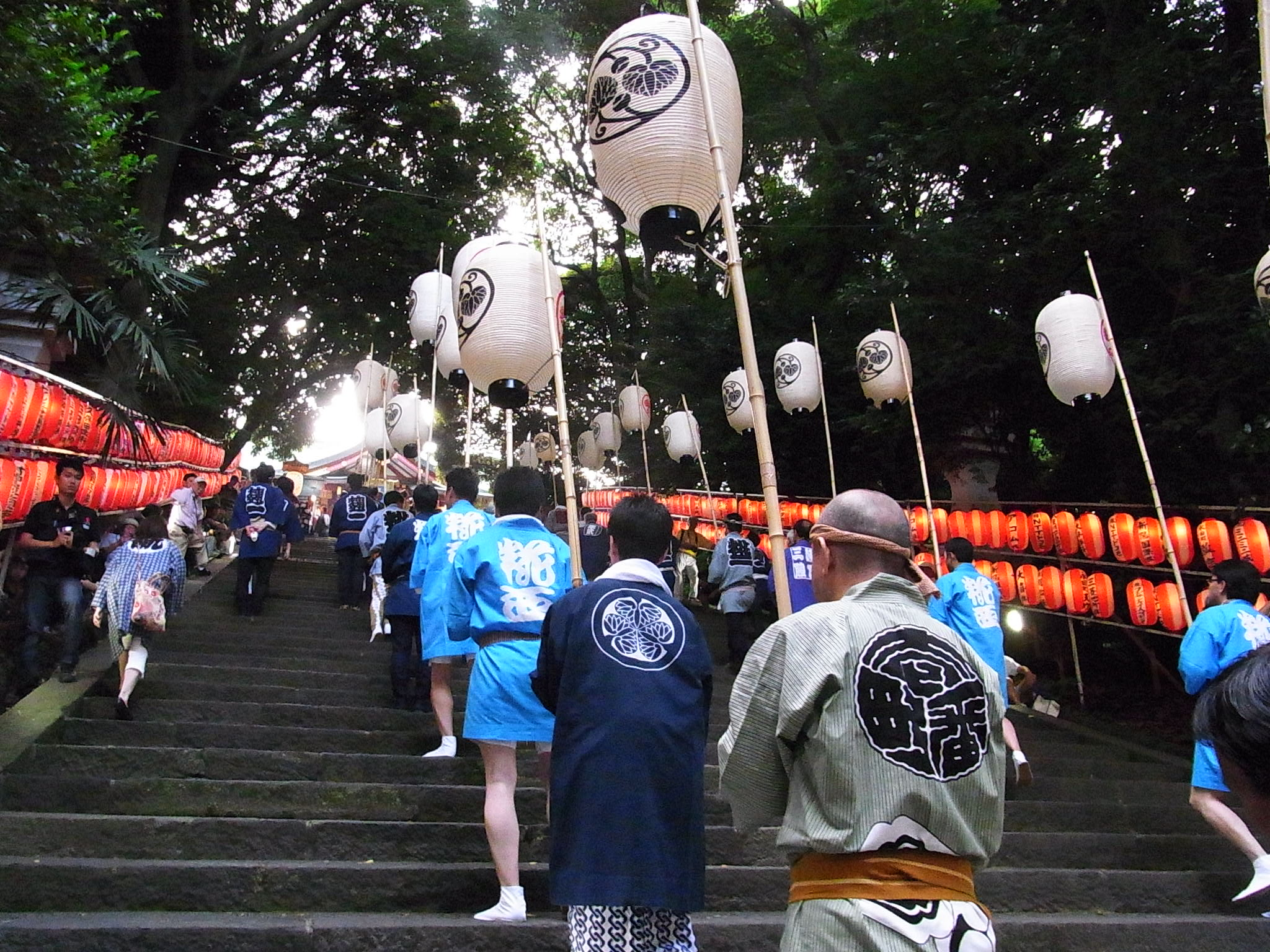
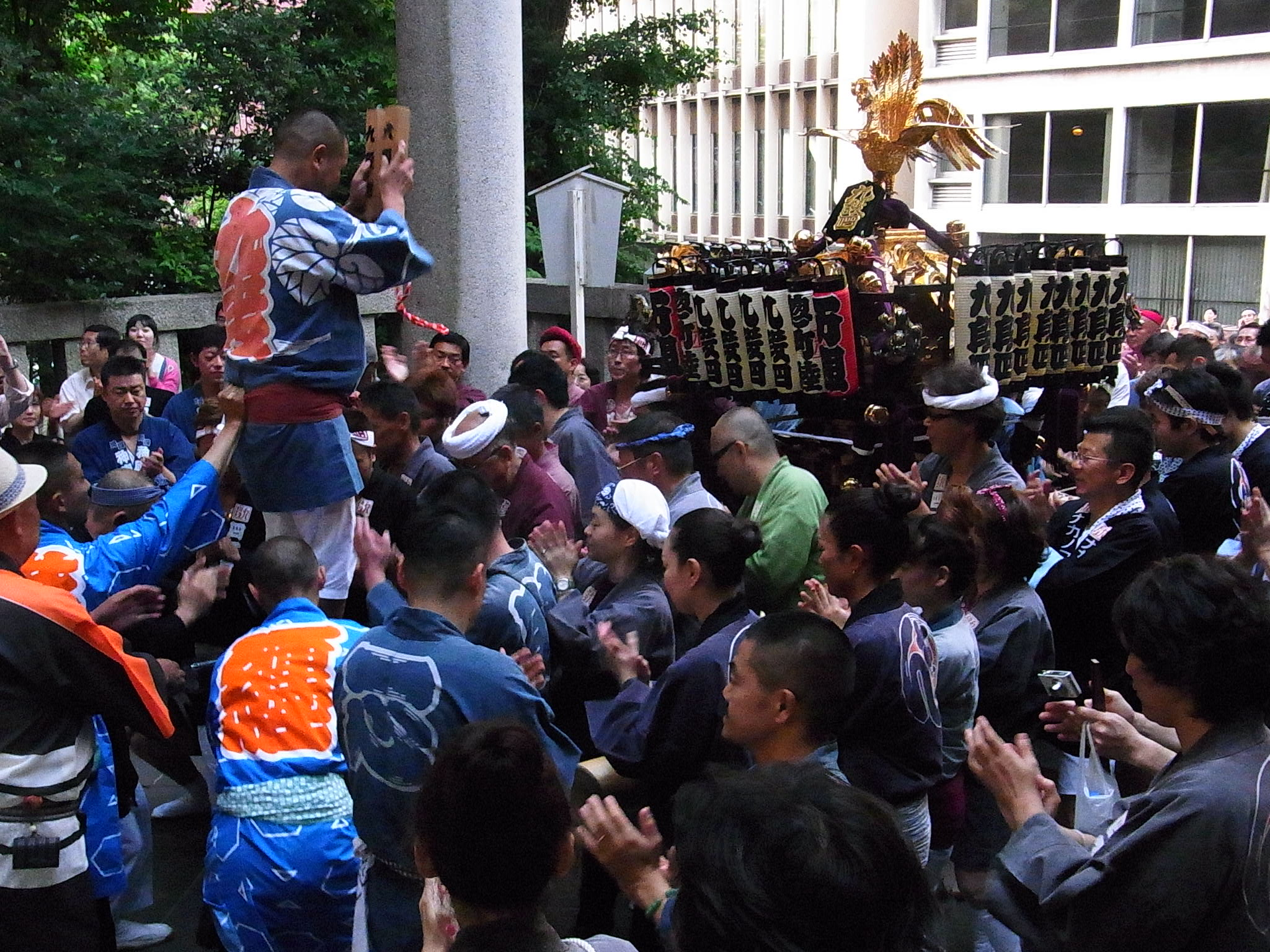